# Marele Ducat al Cracoviei
Marele Ducat al Cracoviei (în poloneză Wielkie Księstwo Krakowskie), (în germană Großherzogtum Krakau)   a fost creat după încorporarea Orașului Liber Cracovia în Austria pe data de 16 noiembrie 1846. Titlu de Mare Duce al Cracoviei era parte a titlului oficial al Împăratului Austriei din perioada 1846-1918.
Orașul liber, o rămășiță a Ducatului de la Varșovia, a fost făcut protectorat, cu toate acestea din punct de vedere funcțional era independent, ca urmare a Congresului de la Viena (1815).
Marele ducat a fost sub influență trilaterală rusă, prusacă, austriacă până la Revolta din Cracovia, care s-a soldat cu eșec, după care a fost anexată de către Imperiul Austriac (1846).
În același timp, numele oficial al entității administrative austriece era Galiția incluzând unele zone din Polonia la vest, care a fost schimbat la Regatului Galicia și Lodomeria, și Marele Ducat al Cracoviei cu ducatele de la Auschwitz și Zator.